# Diego Calvache Gómez de Mercado
Diego Calvache Gómez de Mercado (1882-1919) fue un fotógrafo español.

## Biografía
Nació en 1882 en Almería. Instalado en Madrid, falleció el 13 de julio de 1919. Colaboró en revistas ilustradas como Nuevo Mundo, Mundo Gráfico, Blanco y Negro o La Esfera a lo largo de la década de 1910. Fue hijo del fotógrafo Diego Calvache Yáñez y hermano de José Calvache «Walken» y Antonio Calvache, con los que también compartió profesión.  Se ha publicado sobre la saga familiar el libro A través del espejo. Cómicos, trágicos y mitos. Fotografías de Calvache. (Espasa, 2000), de Juan Miguel Sánchez Vigil.